# Шаоян
Шаоян (кит. спр. 邵阳市, піньїнь: Shàoyáng Shì) — місто-округ в китайській провінції Хунань. 

## Географія
Шаоян розташовується у центрально-західній частині провінції.

### Клімат
Місто знаходиться у зоні, котра характеризується вологим субтропічним кліматом. Найтепліший місяць — липень із середньою температурою 27.8 °C (82 °F). Найхолодніший місяць — січень, із середньою температурою 5 °С (41 °F).
| Клімат Шаояна           | Клімат Шаояна | Клімат Шаояна | Клімат Шаояна | Клімат Шаояна | Клімат Шаояна | Клімат Шаояна | Клімат Шаояна | Клімат Шаояна | Клімат Шаояна | Клімат Шаояна | Клімат Шаояна | Клімат Шаояна | Клімат Шаояна |
| Показник                | Січ.          | Лют.          | Бер.          | Квіт.         | Трав.         | Черв.         | Лип.          | Серп.         | Вер.          | Жовт.         | Лист.         | Груд.         | Рік           |
| Середній максимум, °C   | 8             | 9             | 14            | 20            | 25            | 29            | 33            | 32            | 28            | 23            | 17            | 11            | 20            |
| Середня температура, °C | 5             | 6             | 11            | 16            | 21            | 25            | 28            | 28            | 24            | 18            | 12            | 7             | 16            |
| Середній мінімум, °C    | 2             | 3             | 7             | 13            | 18            | 21            | 24            | 24            | 20            | 14            | 9             | 4             | 13            |
| Норма опадів, мм        | 53            | 79            | 114           | 179           | 209           | 192           | 110           | 120           | 56            | 87            | 74            | 40            | 1314          |
| ----------------------- | ------------- | ------------- | ------------- | ------------- | ------------- | ------------- | ------------- | ------------- | ------------- | ------------- | ------------- | ------------- | ------------- |
| Джерело: Weatherbase    |               |               |               |               |               |               |               |               |               |               |               |               |               |

## Адміністративний поділ
Міський округ поділяється на 3 райони, 2 міста та 7 повітів (один з них є автономним):
| Карта                                                                                             | Карта     | Карта          | Карта            | Карта |
| ------------------------------------------------------------------------------------------------- | --------- | -------------- | ---------------- | ----- |
| Суйнін Ченбу-Мяо Дункоу Уган Сіньнін Лунхуей Шаоян ① ② ③ Сіньшао Шаодун ① Бейта ② Дасян ③ Шуанцін |           |                |                  |       |
| Статус                                                                                            | Назва     | Оригінал       | Населення (2020) |       |
| Район                                                                                             | Бейта     | 北塔区         | 122 658          |       |
| Район                                                                                             | Дасян     | 大祥区         | 362 289          |       |
| Район                                                                                             | Шуанцін   | 双清区         | 317 283          |       |
| Місто                                                                                             | Уган      | 武冈市         | 640 181          |       |
| Місто                                                                                             | Шаодун    | 邵东市         | 1 038 416        |       |
| Повіт                                                                                             | Дункоу    | 洞口县         | 675 495          |       |
| Повіт                                                                                             | Лунхуей   | 隆回县         | 1 009 778        |       |
| Повіт                                                                                             | Сіньнін   | 新宁县         | 513 777          |       |
| Повіт                                                                                             | Сіньшао   | 新邵县         | 612 943          |       |
| Повіт                                                                                             | Суйнін    | 绥宁县         | 290 664          |       |
| Повіт                                                                                             | Шаоян     | 邵阳县         | 752 125          |       |
| Автономний повіт                                                                                  | Ченбу-Мяо | 城步苗族自治县 | 227 911          |       |